# Краснокочанная капуста
Краснокочанная капуста — овощная культура с характерной красно-фиолетовой окраской листьев, распространённый пищевой продукт. Овощ используется главным образом для употребления в свежем виде для салатов, для маринования, в тушёном виде с уксусом или кислыми фруктами для гарниров. С ботанической точки зрения — один из культурных сортотипов вида Капуста огородная. Ранее выделялась как самостоятельная ботаническая разновидность этого вида — Brassica oleracea var. capitata f. rubra L. При современном подходе в соответствии с правилами МКБН корректным названием группы сортов является Brassica oleracea Capitata Rubra Group.

## Описание и товароведные характеристики
Строение кочана аналогично белокочанной капусте. Кочан представляет собой стебель-кочерыгу, на которой расположены плотно свитые листья, прикрывающие боковые и верхушечную ростовые почки. Красная или фиолетовая окраска листьев обусловлена наличием в клетках тканей красящих веществ антоцианов: рубробрассицина, который представляет собой триглюкозид цианидина, и других. Содержание в капусте антоцианов, отвечающих за красновато-синеватую окраску листьев, сильно колеблется в зависимости от сорта и составляет от 73 до 223 мг/100 г. Антоцианы располагаются в клетках кожицы листьев, внутренняя ткань листьев белая или зелёная, аналогичная белокочанной капусте, при этом листья краснокочанной капусты обычно толще, чем у белокочанной. Различия в окраске капусты определяются кислотностью почвы, на которой она выращивалась. Содержащиеся в тканях капусты минеральные и органические соединения серы (глюкозинолаты) придают ей слегка горьковатый вкус с перечным оттенком.
Первоначально кочаны красной капусты были исключительно круглыми, к настоящему времени выведены сорта с другими формами кочана — приплюснутой, овальной и конической. Качественный кочан краснокочанной капусты весит не менее 400 г и может достигать 4 кг, плотный, при нажатии не вдавливается. Кочаны краснокочанной капусты, содержащие, наряду с окрашенными, белые или зелёные листья, обладают худшими вкусовыми качествами. При оптимальных условиях (температуре 1 °C и влажности 95 %) лёжкие сорта могут храниться 6-7 месяцев.

## История
Все кочанные капусты, включая краснокочанную, имеют европейское происхождение. Регион возникновения краснокочанной капусты достоверно не известен. Предполагается, что по территории Европы она распространилась в XIV веке. Впервые в документах краснокочанная капуста упоминается в Англии в 1570 году. В XVII веке отмечено выращивание краснокочанной капусты в России. Первоначально овощ был пищей простолюдинов, шёл также на корм скоту. В аристократических кухнях краснокочанная капуста появилась в XVIII веке.

## Использование

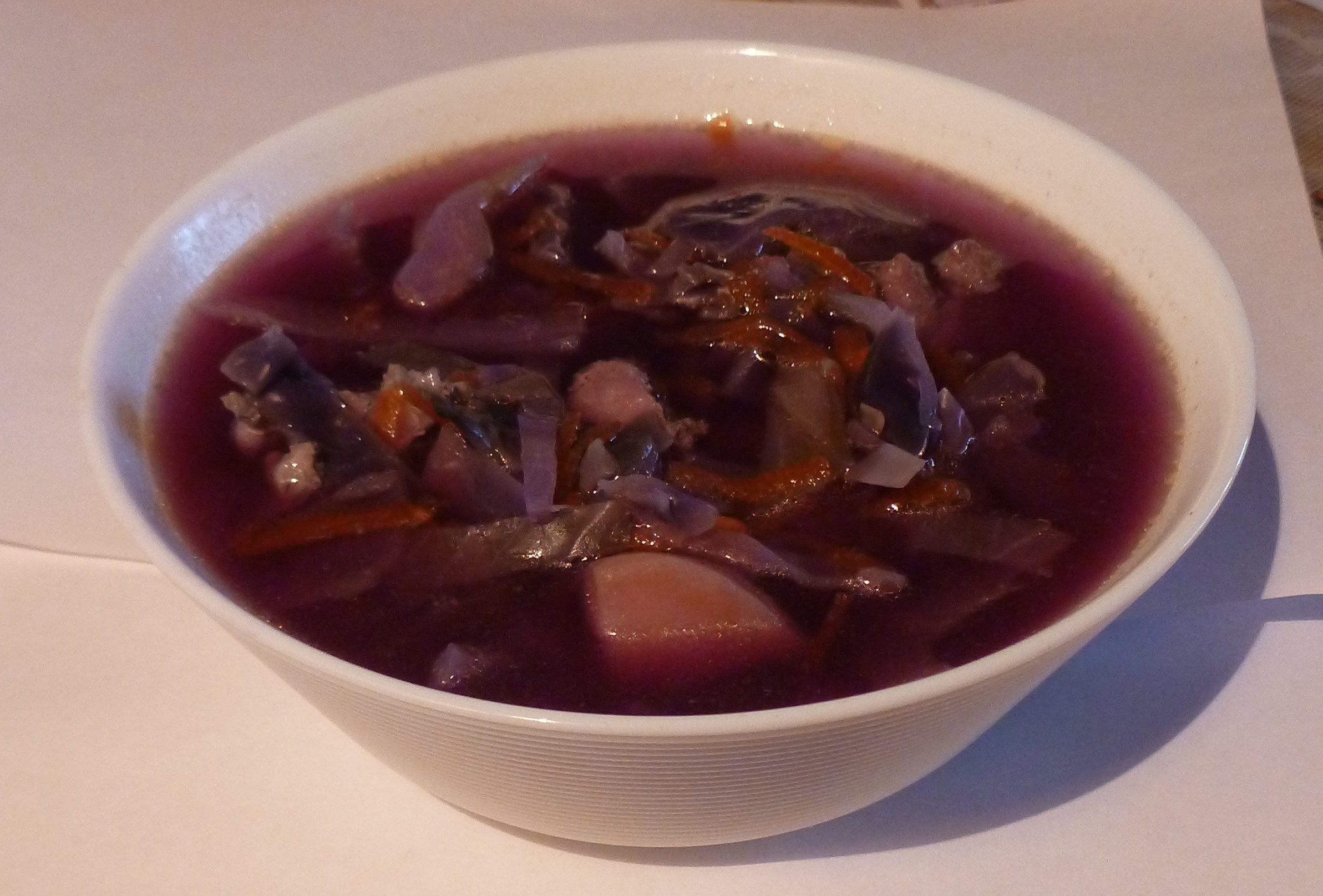
Сваренная в супе краснокочанная капуста окрасила мясо и картофель в непривлекательный фиолетовый цвет

Красная капуста используется преимущественно в свежем виде или маринованной для салатов и гарниров. Тепловая кулинарная обработка может вызвать нежелательное изменение цвета овоща, которое придаст блюду непривлекательный вид.
В немецкой кухне, в особенности к Рождеству, гарнир из тушённой с вином и фруктами или изюмом краснокочанной капусты (нем. Rotkohl) подают вместе с картофельными кнедлями к жареной утке или гусю. В Дании к Рождеству заготавливают красную капусту (дат. Rødkål), тушённую в соке чёрной смородины или других ягод/.
Сок краснокочанной капусты используют в качестве натурального красителя для кондитерских изделий, напитков и других блюд.

## Пищевая ценность и химические свойства
По содержанию многих полезных веществ, в том числе витамина C, краснокочанная капуста превосходит белокочанную, поэтому рекомендована в качестве диетического питания при различных заболеваниях. Наличие антоцианов обеспечивает дополнительную пищевую ценность продукта: им приписывают антиоксидантные и противовоспалительные свойства, а также считается, что они препятствуют развитию некоторых форм рака.
Антоцианы размещаются в клеточных вакуолях и легко растворимы. В процессе приготовления капусты вакуоли разрушаются, пигмент вытекает из клетки, и овощ может стать бледным или полностью обесцветиться. При отваривании капусты в воде красящие молекулы окрасят отвар. Капуста не обесцвечивается, если её готовить без воды или других жидкостей, а если вода необходима, то время нахождения овоща в воде должно быть как можно меньше.
Антоцианы чувствительны к кислотности среды: в зависимости от pH они меняют цвет в широком диапазоне, так что сок краснокочанной капусты даже может использоваться в быту как индикатор кислотности. В кислой среде антоцианы краснеют, в нейтральной обесцвечиваются или приобретают фиолетовый тон, в щелочной среде синеют. Клетки, в которых содержится пигмент, обычно имеют кислую среду, а вода, в которой готовится пища, часто имеет щелочную реакцию. На цвет продукта могут влиять и соусы, с которыми готовится или подаётся капуста. Чтобы сохранить красный цвет капусты, её готовят в присутствии кислоты: с уксусом, кислыми яблоками, лимонным соком или лимонной кислотой.

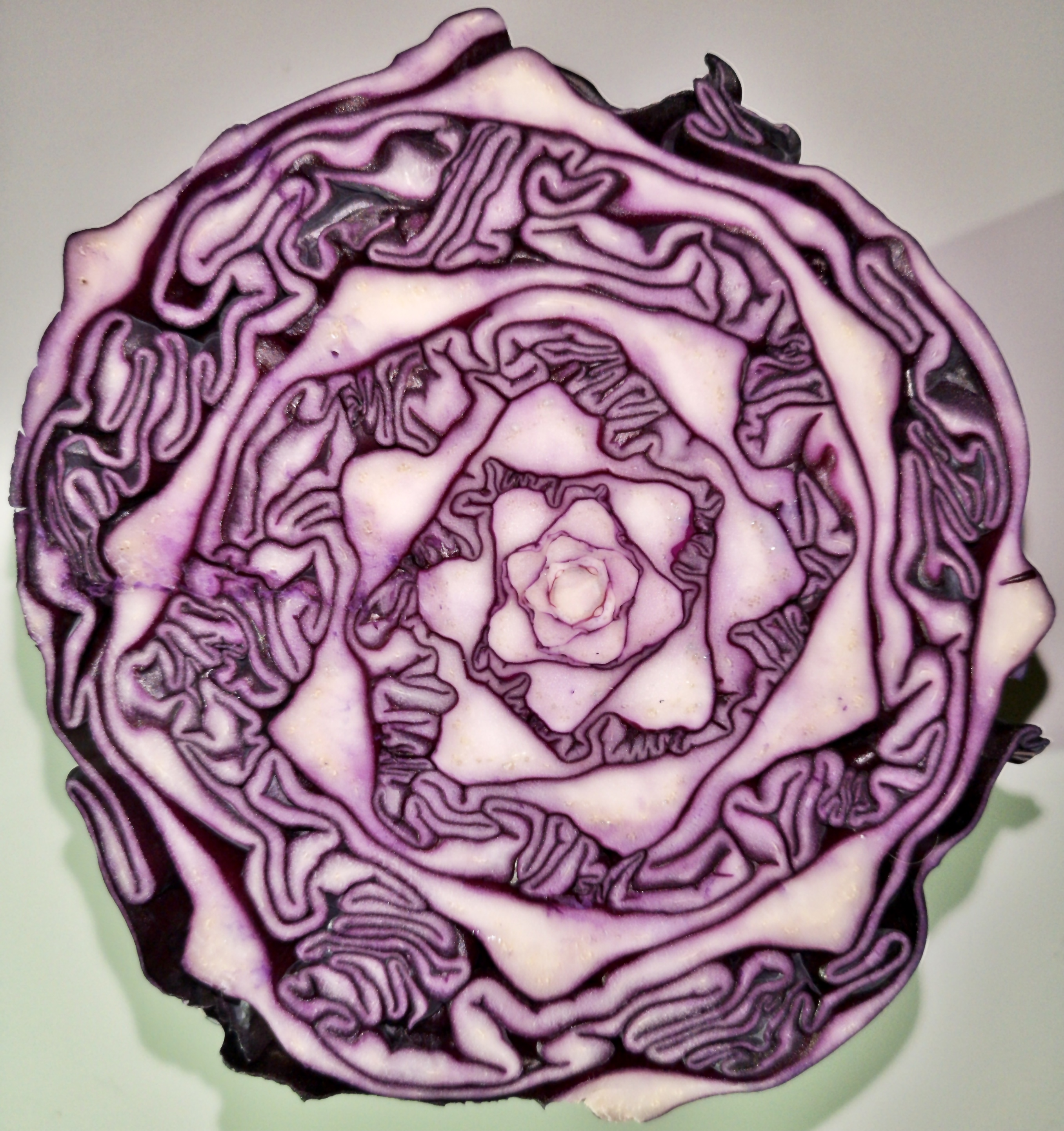
Спиральное расположение стеблей листьев в горизонтальном сечении

Антоцианы реагируют изменением цвета также на присутствие ионов металла. Следы металлов, в частности, входящих в состав металлической посуды, в которой готовится пища, могут привести к изменению цвета в зависимости от вида металла до серого, зелёного и др. Чтобы сохранить цвет овощей, их готовят в химически нейтральной посуде: стеклянной или керамической, из анодированного алюминия, с эмалированной поверхностью без трещин, используют кухонную утварь из нержавеющей стали.

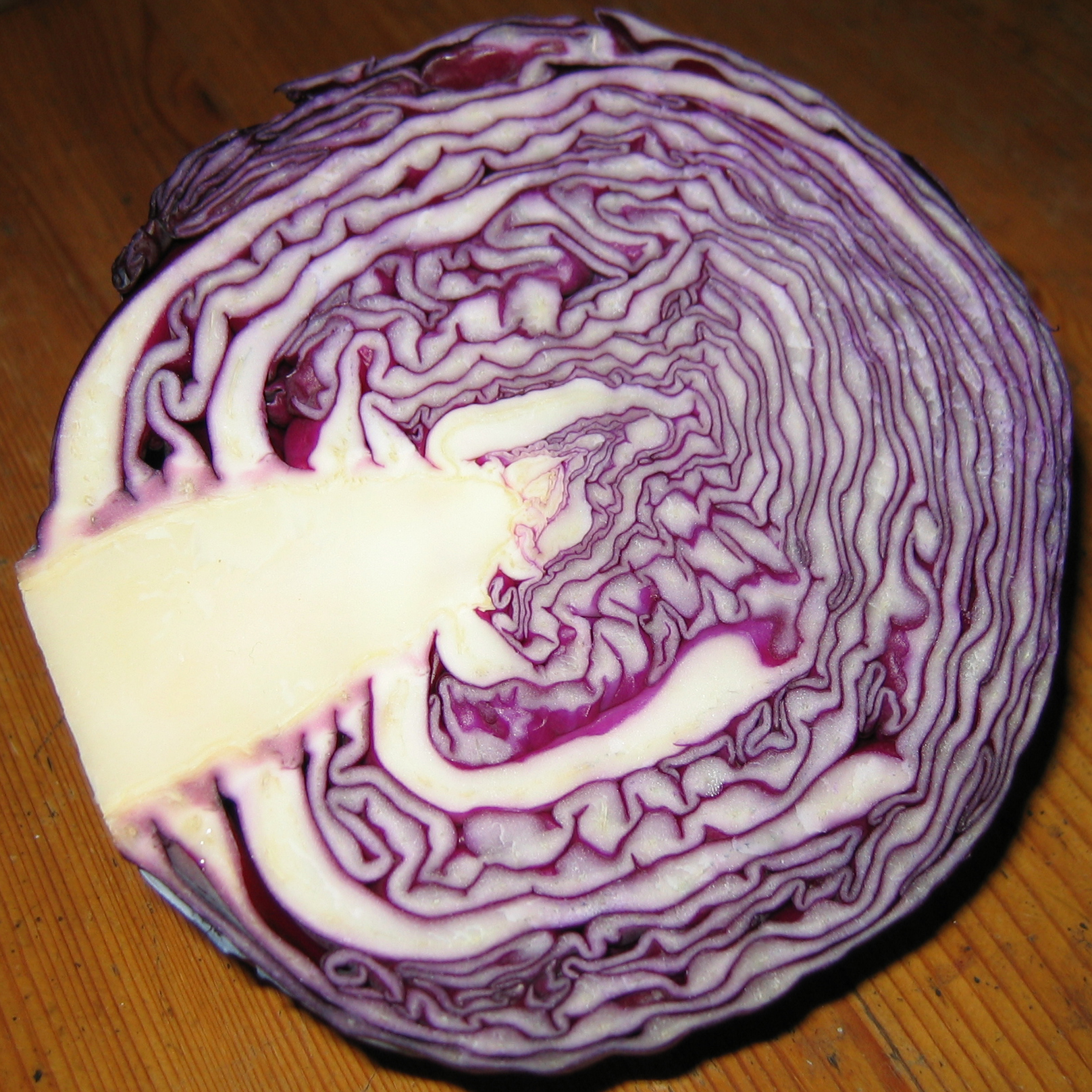
Кочан в разрезе
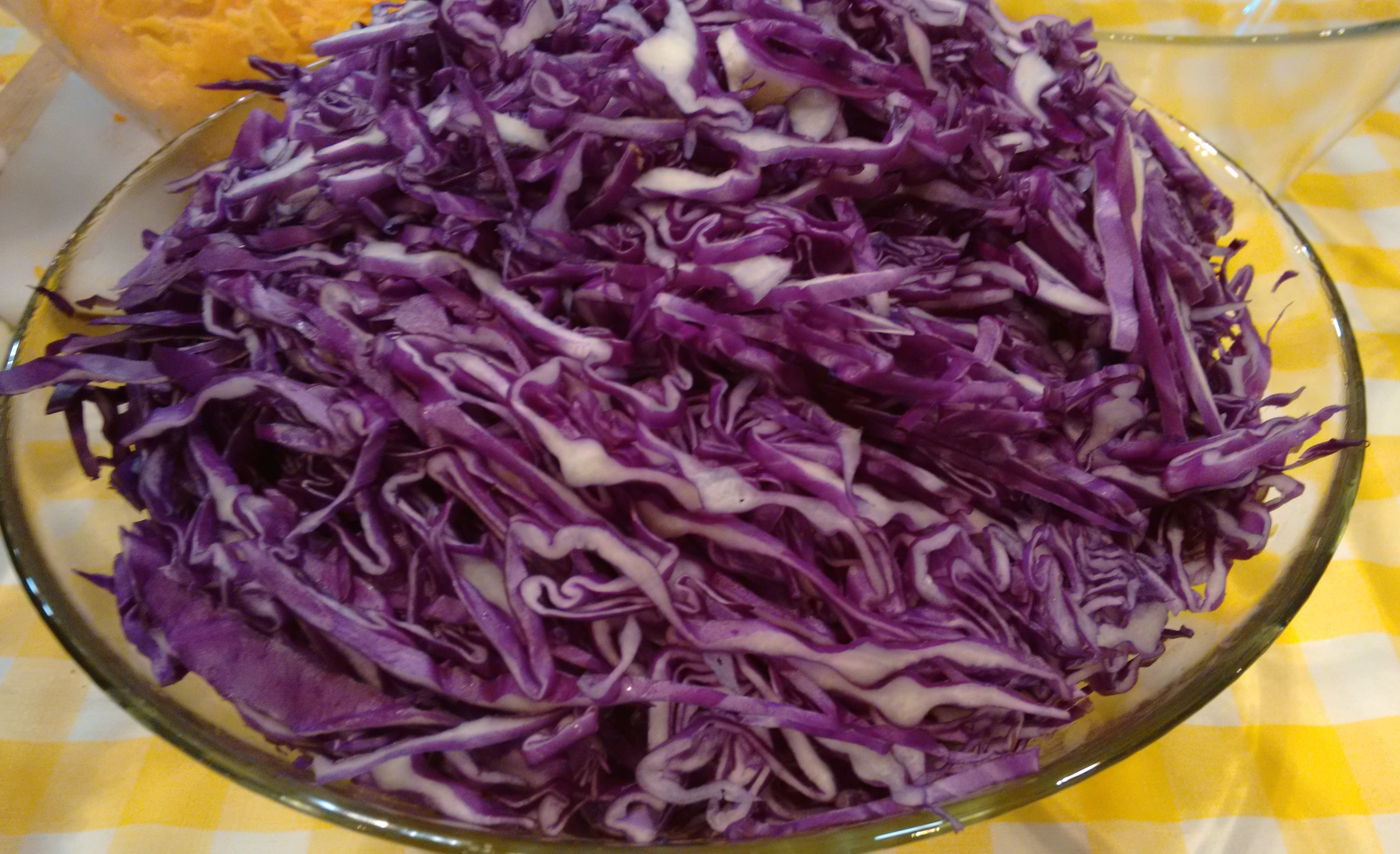
Салат из свежей краснокочанной капусты
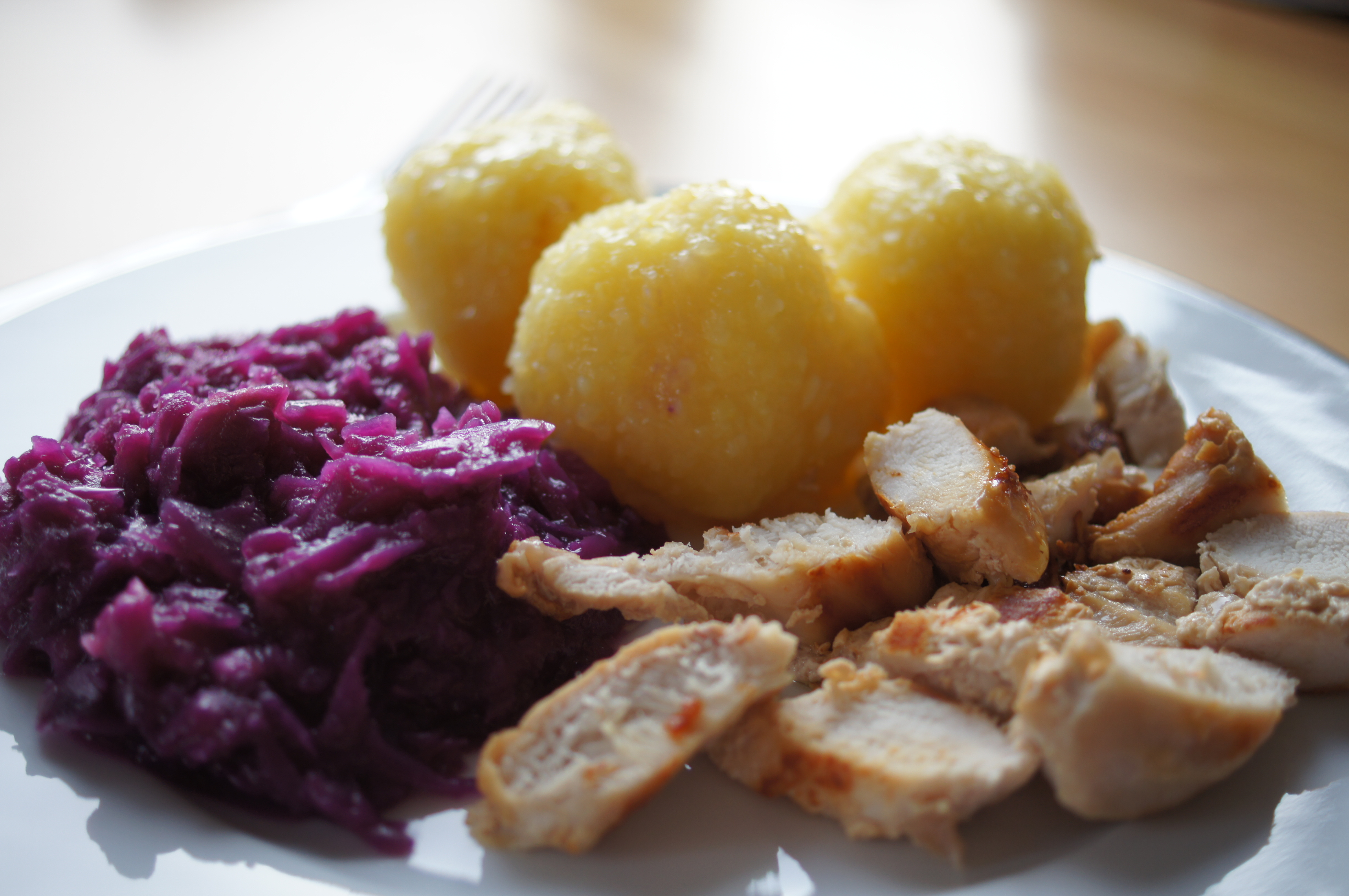
Жареное филе кролика с тушёной краснокочанной капустой и тюрингенскими клёцками
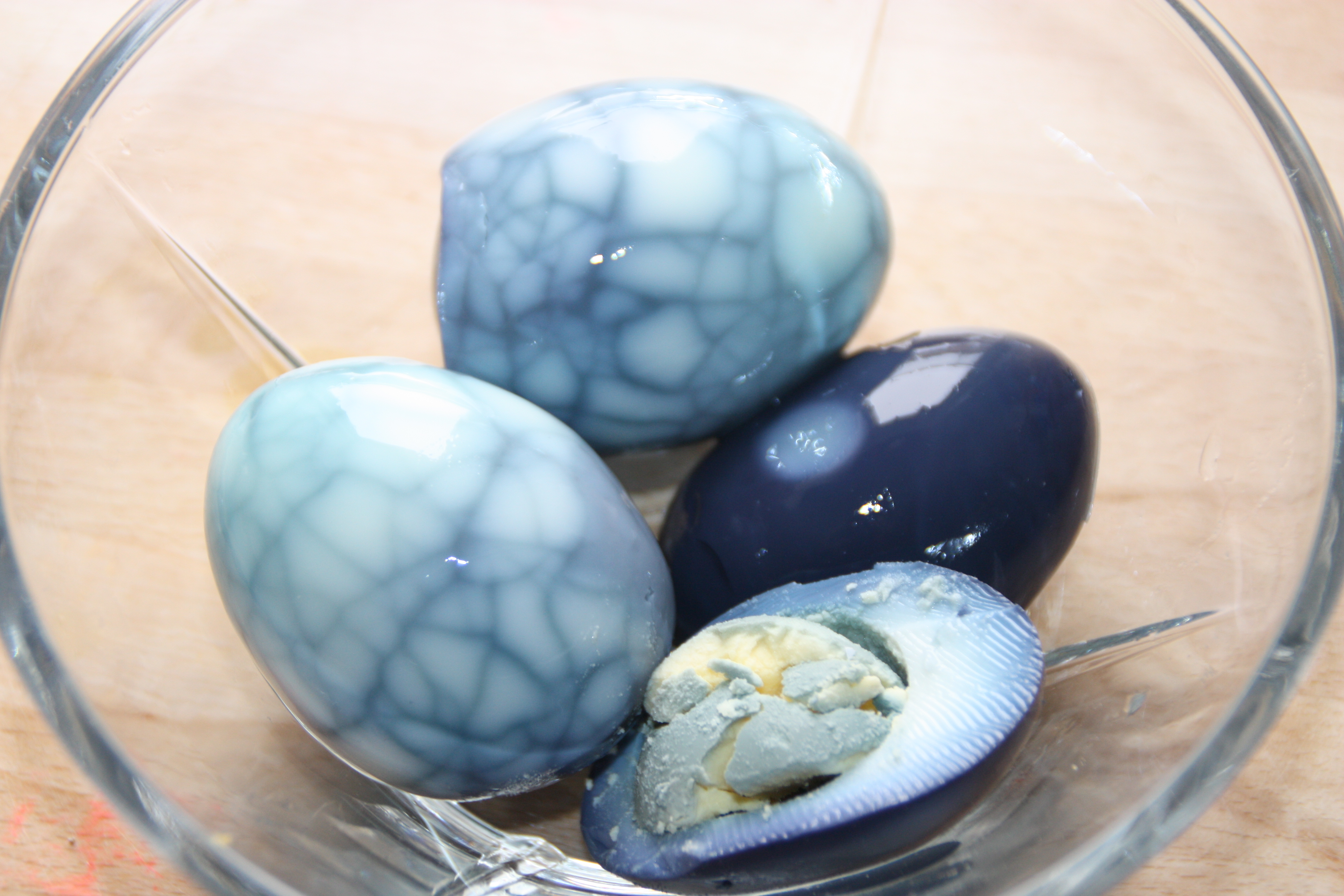
Маринованные яйца, окрашенные краснокочанной капустой